# Los compañeros (película)
Los compañeros ( en italiano, I compagni ) es una película dramática de 1963 producida en Italia, Francia y Yugoslavia, escrita por Mario Monicelli y Age & Scarpelli , y dirigida por Mario Monicelli.
Ambientada en Turín a finales del siglo XIX, está protagonizada por Marcello Mastroianni como un activista laboral que se involucra con un grupo de trabajadores de una fábrica textil que se declaran en huelga. 
La película fue ganadora del Astor de Oro en el Festival Internacional de Cine de Mar del Plata, ganadora en el National Board of Review entre las primeras cinco películas de 1963 y nominada como Mejor Guion Original en los Premios Oscar en 1964.

## Sinopsis
Los obreros de una fábrica textil de Turín reivindican la reducción de la jornada laboral de 14 a 13 horas, para evitar accidentes por estar cansados. Cuando aparece el profesor Sinigaglia hace que la protesta desemboque en huelga.

## Reparto
- Marcello Mastroianni - Profesor Sinigaglia
- Renato Salvatori - Raoul
- Gabriella Giorgelli - Adele
- Folco Lulli - Pautasso
- Bernard Blier - Martinetti